# Héctor Cúper
Héctor Raúl Cúper (Chabás, Santa Fe, Argentina 16. studenog, 1955.) je bivši nogometni branič i trener.
Cúper je svoje ime na europskoj trenerskoj karti stekao u Valenciji s kojom je igrao dva finala Lige prvaka: u tim susretima njegovu su momčad 2000. porazili igrači Real Madrida i 2001. igrači Bayerna iz Münchena.
S milanskim Interom je bio doprvak Serie A i polufinalist Lige prvaka.
U zadnjem klubu koji je trenirao Racing Santander nije se posebno proslavio, izdržao je tek 13 kola s tim da je upisao tek 1 pobjedu i uspio skupit tek 9 bodova.
Stil Cúperove nogometne igre je najbolje opisao trener Barcelone Pep Guardiola :"Cuper je majstor defanzivne igre. Timove koje on vodi je uvijek bilo teško pobijediti". 

## Vanjske poveznice
- Cuperova igračka karijera  Arhivirana inačica izvorne stranice od 31. svibnja 2011. (Wayback Machine) iz BDFA (šp.)

| Prethodnik:     | Treneri Valencije 1997. – 1999. | Nasljednik:    |
| Claudio Ranieri | Treneri Valencije 1997. – 1999. | Rafael Benítez |